# Ваганян Рафаель Артемович
Рафаель Артемович Ваганян (вірм. Ռաֆայել Վահանյան; 15 жовтня 1951, Єреван) — радянський і  вірменський шахіст, міжнародний гросмейстер, Заслужений майстер спорту СРСР, чемпіон СРСР, у складі збірної СРСР дворазовий чемпіон шахових олімпіад та дворазовий переможець командних чемпіонатів світу.

## Біографія
Народився в Єревані, в родині вчителя фізики Артема Ваганяна.
В шахи почав грати з п'яти років. В 12 років виграв у сеансі одночасної гри з годинником у Макса Ейве.
У 16 виграв першість СРСР серед школярів, а в 18-річному віці, на проведеному в Гронінгені міжнародному юнацькому турнірі став одним із переможців.
Переможець Всесоюзного турніру молодих майстрів та чемпіонату Збройних Сил СРСР 1970 року.
Учасник чемпіонату світу серед юнаків (1971) — 4-6-е місце.
У 1971 році отримав звання гросмейстера.
У складі молодіжної команди СРСР 4-разовий переможець чемпіонатів світу 1972-77 років.
Учасник чемпіонатів СРСР; найкращі результати:
- 1974 — 3-4-е місце (З Л. Полугаєвським);
- 1975 — 2-5-е місце;
- 1982/83 — 3-4-е місце;
- У 1989 році став чемпіоном СРСР (9 очок з 15 можливих).[1]

У складі команди СРСР:

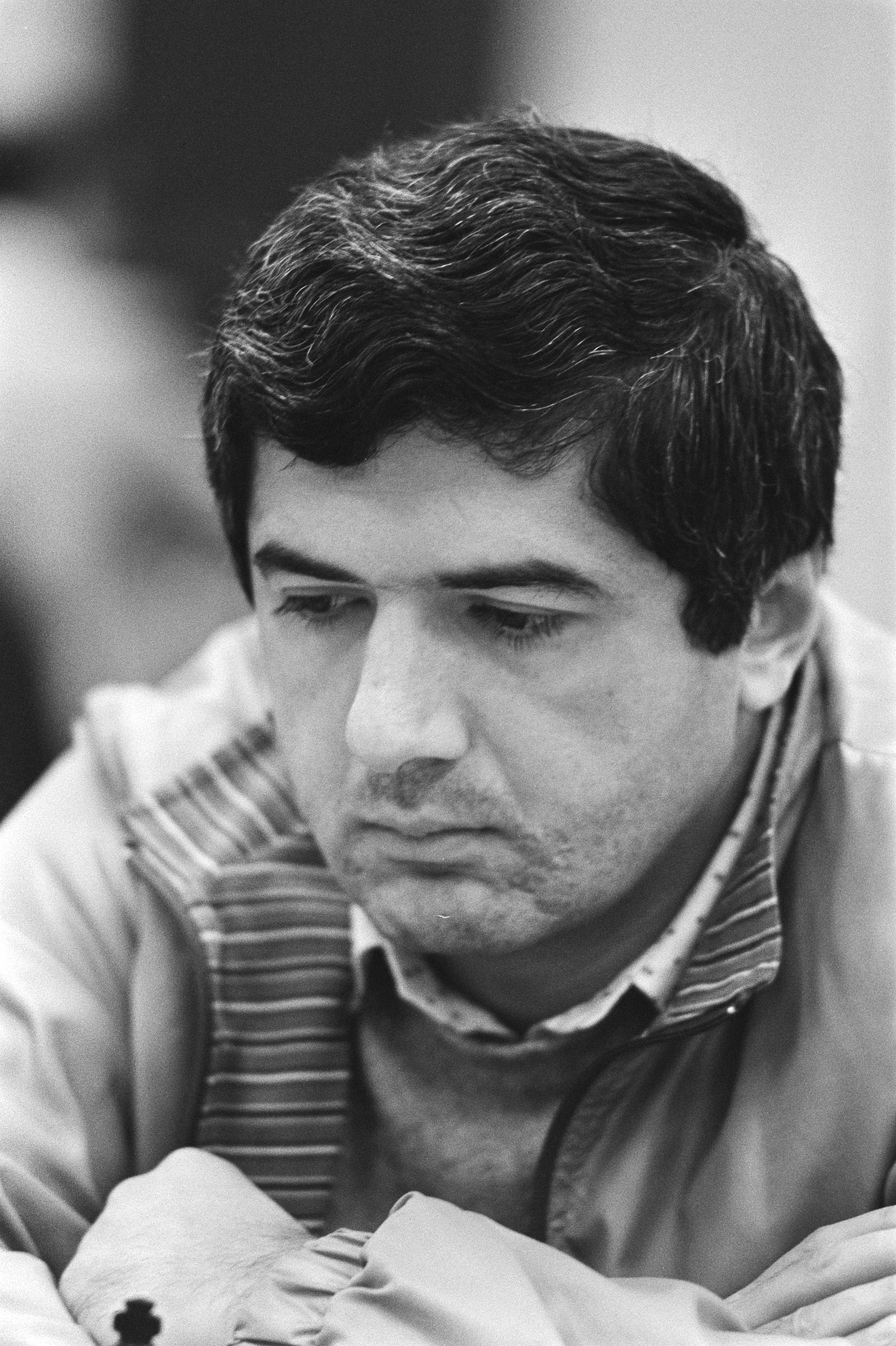
Рафаель Ваганян у 1983 році

- переможець шахових олімпіад 1984 і 1986 рр.., друге місце на олімпіаді 1978 року;
- переможець матчу з командою решти світу в Лондоні (1984, 5-а дошка);
- переможець першого командного чемпіонату світу в Люцерні (1985; найкращий результат на третій дошці — 6 очок з 8 можливих) та командного чемпіонату світу 1989-го року
- переможець командних чемпіонатів Європи (1980, 1983, 1989).

З 1975 бере участь у змаганнях на першість світу. Двічі грав у кандидатських матчах на першість світу. У 1986 році він програв Андрію Соколову (+ 0, = 4, − 4) і в 1988 році програв Лайошу Портішу (+ 0, = 5, − 1).
Переміг у більше, ніж тридцяти міжнародних шахових турнірах.
На думку самого Ваганяна, найкращим для нього був 1985 рік, коли він виграв чотири міжнародні турніри підряд, в тому числі Міжзональний турнір, в якому не зазнав жодної поразки і набрав 12,5 очок з 17 можливих.
Після розпаду СРСР грав за збірну Вірменії. З цією командою взяв участь у шести шахових олімпіадах (чотири рази на першій дошці, один раз на другій, і один раз на третій). В двох з них: 1992 та 2004 рр.. команда Вірменії завойовувала бронзові нагороди. Причому на останній показав найкращий результат серед всіх учасників (7 перемог, 5 нічиїх, 0 поразок; 9,5 очок з 12 можливих — 79,2 %).
В останні роки живе в Німеччині, неподалік від Кельна, з дружиною (колишньою шахісткою) і двома дітьми. Багато сезонів грає в Бундеслізі за клуб «Порц».

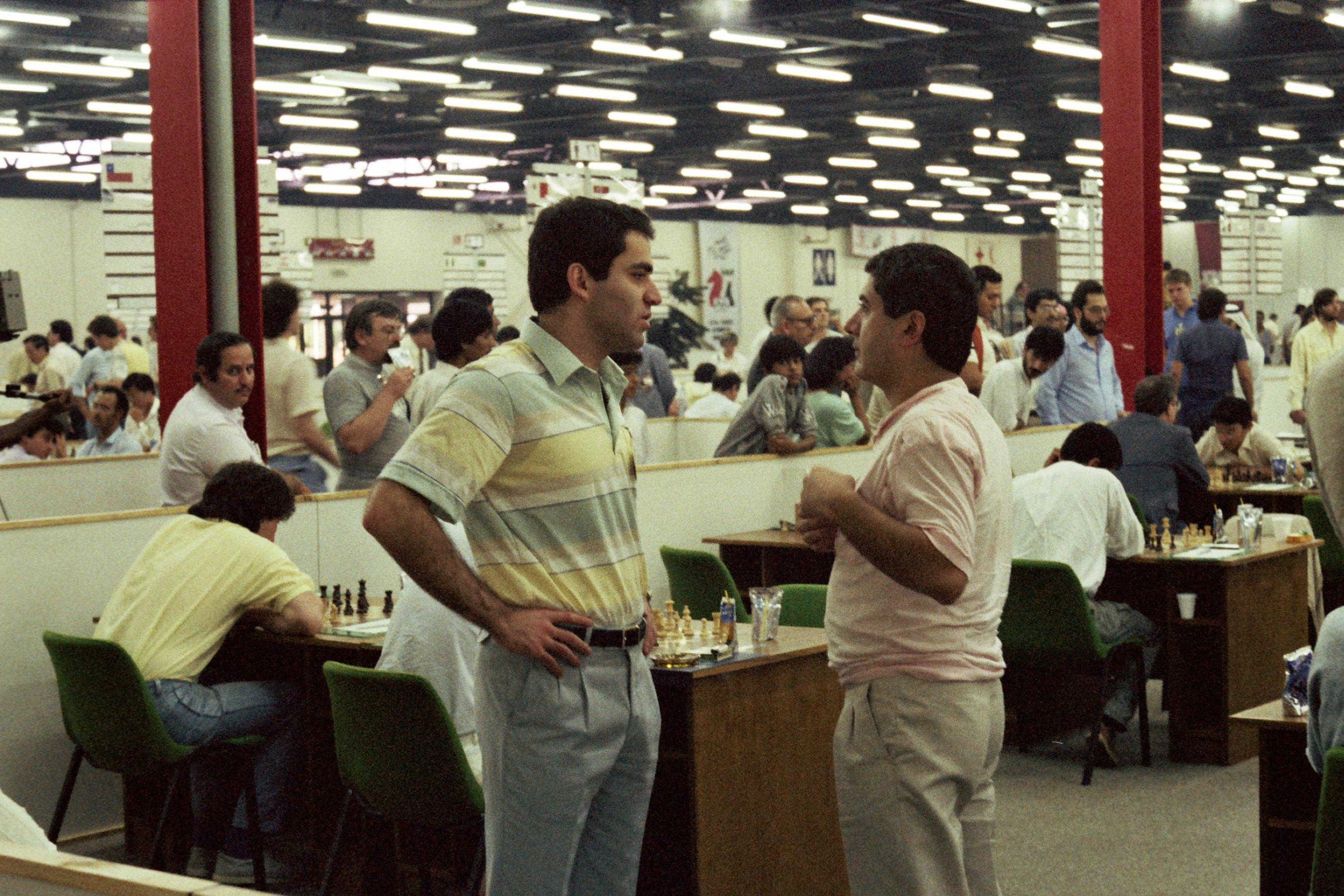
Ваганян і Каспаров, 1988 рік

## Статистика
З 1967 до 2011 рр. провів 1808 офіційних ігор. З них переміг у 647 партіях, 831 звів у нічию та програв у 330.
Станом на березень 2013 р. займав 364 позицію у світовому рейтингу (329 — серед активних шахістів), 285 (261) — в європейському рейтингу і 13 (12) у національному.

## Нагороди
- Медаль «За трудову доблесть» (1985)
- Медаль Мовсеса Хоренаці (2001)
- Медаль «За заслуги перед Вітчизною» 1 ступеня (2011).
- Почесний громадянин Єревана (2012).[4]

## Відгуки колег
Більшість колег Ваганяна вважають, що якби він більше займався шахами — хоча б по годині на день, якби суворо дотримувався спортивного режиму, якби у нього був постійний тренер, який поставив йому дебют, як Фурман Карпову, він міг би досягти набагато найкращих результатів. Ботвинник якось зауважив, що Ваганян грає так, ніби до нього шахів не існувало.
- «З Рафаелем Ваганяном завжди важко грати, тому що він — майстер несподіваних рішень і специфічних імпровізацій. Будь-яка партія для нього — творчість, натхнення, стихія. Він мало думає про перемогу, тому що надає важливість красі і несподіванності партії.» (Анатолій Карпов)
- «Такі шахісти народжуються раз на сто років. Ваганян володіє блискучою логікою, будь-який зроблений ним крок спирається на вражаючі логічні проблиски. Граючи з Ваганяном, можна надихатися ним.» (Гаррі Каспаров)
- «Він володіє чимось, що змушує фігури рухатися по дошці так, як бачиться тільки йому. Його гра — це щось особливе, а я багатьох бачив на своєму віку. Він в цейтнот не раз потрапляв, хоча позицію миттєво схоплював. Відбувалося це тому, що йому хотілося не просто грати, а грати по-своєму. Може бути, тому він і не брав безпосередньої участі в боротьбі за першість світу. Тому що був він завжди не практиком, а художником шахів, фантастичним художником шахів!» (Віктор Корчний)

## Зміни рейтингу
| На цьому місці має відображатися графік чи діаграма, однак з технічних причин його відображення наразі вимкнено. Будь ласка, не видаляйте код, який викликає це повідомлення. Розробники вже працюють для того, щоби відновити штатне функціонування цього графіка або діаграми. | |
| | На цьому місці має відображатися графік чи діаграма, однак з технічних причин його відображення наразі вимкнено. Будь ласка, не видаляйте код, який викликає це повідомлення. Розробники вже працюють для того, щоби відновити штатне функціонування цього графіка або діаграми. |